# Maisonneuve (maison d'édition)
Pour les articles homonymes, voir Maisonneuve.
Les Maisonneuve sont une dynastie parisienne de libraires-éditeurs orientalistes des XIXe et XXe siècles. 

## Une grande maison d'édition orientaliste
Fils de cultivateurs de la Haute-Loire, Jean-Claude Maisonneuve (1813-1884) est né à Saint-Pal-de-Chalençon le 13 juin 1813. Intéressé par l'imagerie religieuse, il devient d'abord colporteur puis libraire en 1835. Sillonnant l'Europe jusqu'en Russie, il s'établit à Lyon comme libraire-éditeur, où la maison Blanc, Maisonneuve et Cie prend la suite de la maison Cormon et Blanc. En 1849, Jean-Claude Maisonneuve quitte Lyon pour Paris, où il s'installe quai Voltaire, dans les anciens locaux de la librairie "A la Tour de Babel", un des principaux lieu parisien d'édition en langues étrangères et d'ouvrages orientaux, fondé par le libraire et éditeur Louis-Théophile Barrois (1780-1851). Acquéreur des principales publications de linguistique arabe, persane ou encore turque du fonds Barrois à la mort de celui-ci en 1851, Jean-Claude Maisonneuve fait peu à peu de Maisonneuve et Cie une maison d'édition orientaliste, connue des savants du tout Paris, publiant notamment le japonisant Léon de Rosny, l'arabisant Albert Kazimirski, l'indianiste Emile Burnouf, etc. En 1867, le catalogue est élargi à l'ethnographie des sociétés d'Amérique du Nord et du Sud. En 1874, Maisonneuve édite en trois volumes les actes du premier Congrès international des orientalistes, tenu à Paris en 1873.
Sans héritier, Jean-Claude Maisonneuve, décédé à Paris le 31 janvier 1884,  confie la succession de sa librairie à son neveu, Jean-Victor Maisonneuve (1860-1926), qui s'associe au gérant de la Librairie, Charles Leclerc, jusqu'à la mort de ce dernier en 1889. Sous le nom de Librairie orientale et américaine - puis, dans les années 1910, de Librairie des cinq parties du monde -, l'entreprise Maisonneuve quitte le quai Voltaire pour la rue de Mézières, puis la rue de Rennes enfin le 3 de la rue du Sabot, dans le VIe arrondissement de Paris.

## La division de l'héritage Maisonneuve
Dans les années 1920, les trois fils de Jean-Victor Maisonneuve (Gustave, Gaston et Adrien) reprennent le flambeau, sous le nom de "Maisonneuve Frères" avant de se séparer, tout en se réclamant chacun de la tradition familiale et s'en voulant les continuateurs :
- Gustave et Gaston animent la Librairie orientale et américaine Maisonneuve Frères, Successeurs, toujours installée rue du Sabot. Elle devient dans les années 1930 La Librairie orientale et américaine Gustave-Paul Maisonneuve, Successeur, désormais 198 boulevard Saint-Germain. Dans les années 1950, l'éditeur Max Besson rachète la librairie et, s'associant en 1961 avec Roger Pinardon, directeur de la Librairie Larose, donne naissance aux éditions Maisonneuve et Larose, spécialisée dans les études arabes, islamiques, hébraïques et l'orientalisme. Mise en liquidation judiciaire en 2011, elle a été relancée en 2017 par le journaliste et arabisant Antoine Sfeir et l'éditeur Alain Jauson, ancien directeur général de Maisonneuve et Larose, sous le nom de Hémisphères éditions, Maisonneuve et Larose Nouvelles Editions[10].
- De son côté, Adrien Maisonneuve (1897-1968) se sépare de ses frères pour créer en 1925 la Librairie d'Amérique et d'Orient Adrien Maisonneuve, qui s'installe 5 rue de Tournon puis 11 rue Saint-Sulpice, à Paris[11]. Son fils, Jean Maisonneuve (1927-2016)[12] en est l'exploitant à titre personnel à partir du 24 février 1972 (siren 721-015-485). Le fonds a été cédé le 24 avril 2017 et l'entreprise personnelle[12] radiée le 5 mai 2017. L'acquéreur du fonds est la société Claire Maisonneuve (siren 829-103-142)[13].

Encore aujourd'hui, cette séparation continue de nourrir des tensions, comme en témoigne cette mention sur le site internet des Editions Claire Maisonneuve SAS : "Au vu des nombreuses confusions, La Librairie d'Amérique et d'Orient Adrien Maisonneuve, Jean Maisonneuve succ., précise à ses visiteurs et à son aimable clientèle, qu'elle n'a jamais eu - et n'aura jamais - aucun lien, passé, présent ou futur, avec la maison dénommée "GP Maisonneuve et Larose". 